# Microdon wheeleri
Microdon wheeleri är en tvåvingeart som beskrevs av Mann 1928. Microdon wheeleri ingår i släktet myrblomflugor, och familjen blomflugor.
Artens utbredningsområde är Panama. Inga underarter finns listade i Catalogue of Life.